# Christine Larsson
Christine Larsson (Norrköping, 4 maggio 1964) è un'ex cestista svedese.

## Carriera
Con la Svezia ha disputato tre edizioni dei Campionati europei (1981, 1983, 1987).